# Silverflottan

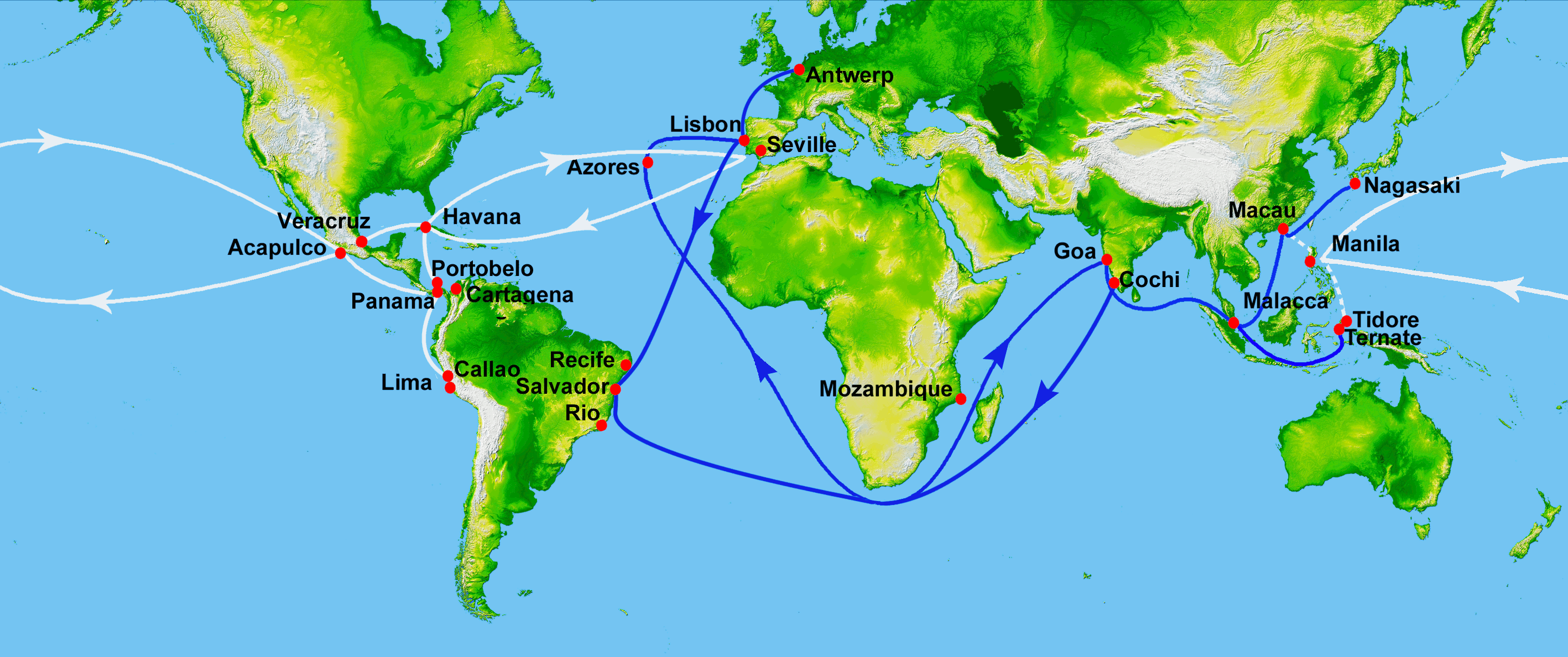
De spanska silverflottornas och Manillagaleonernas sjövägar i vitt.

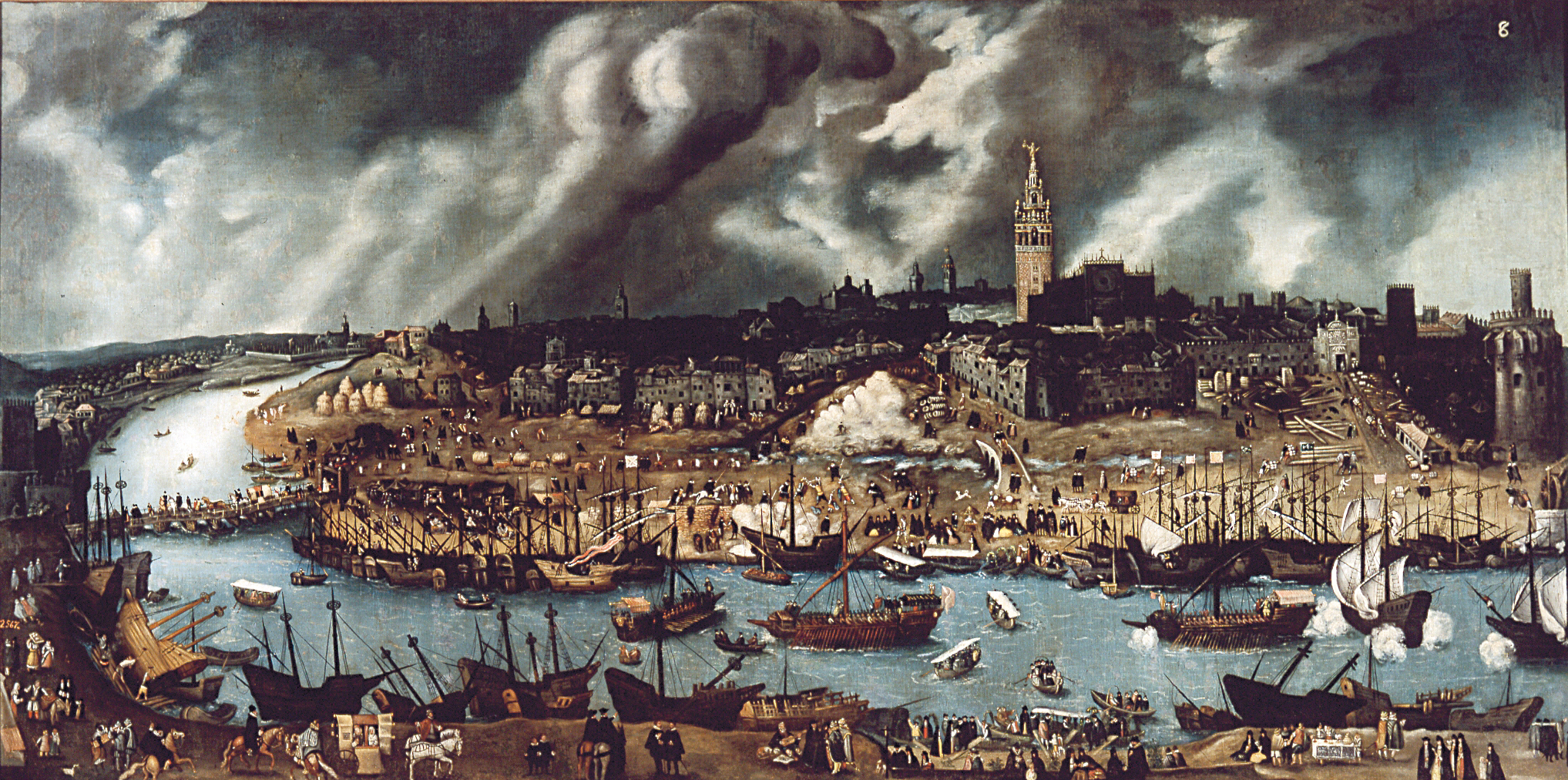
Sevilla på 1500-talet.

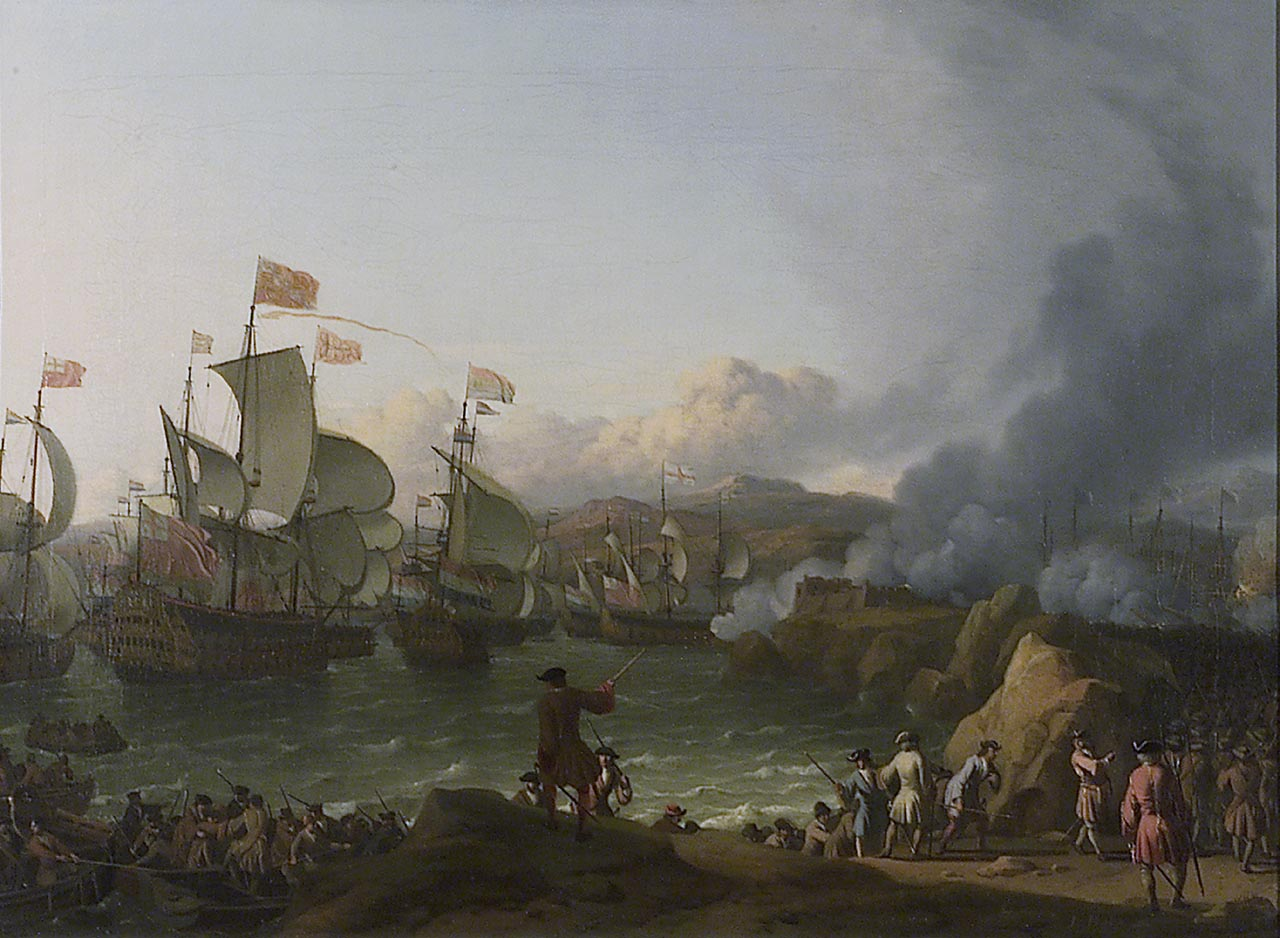
De förenade engelska och holländska flottorna angriper silverflottan 1701.

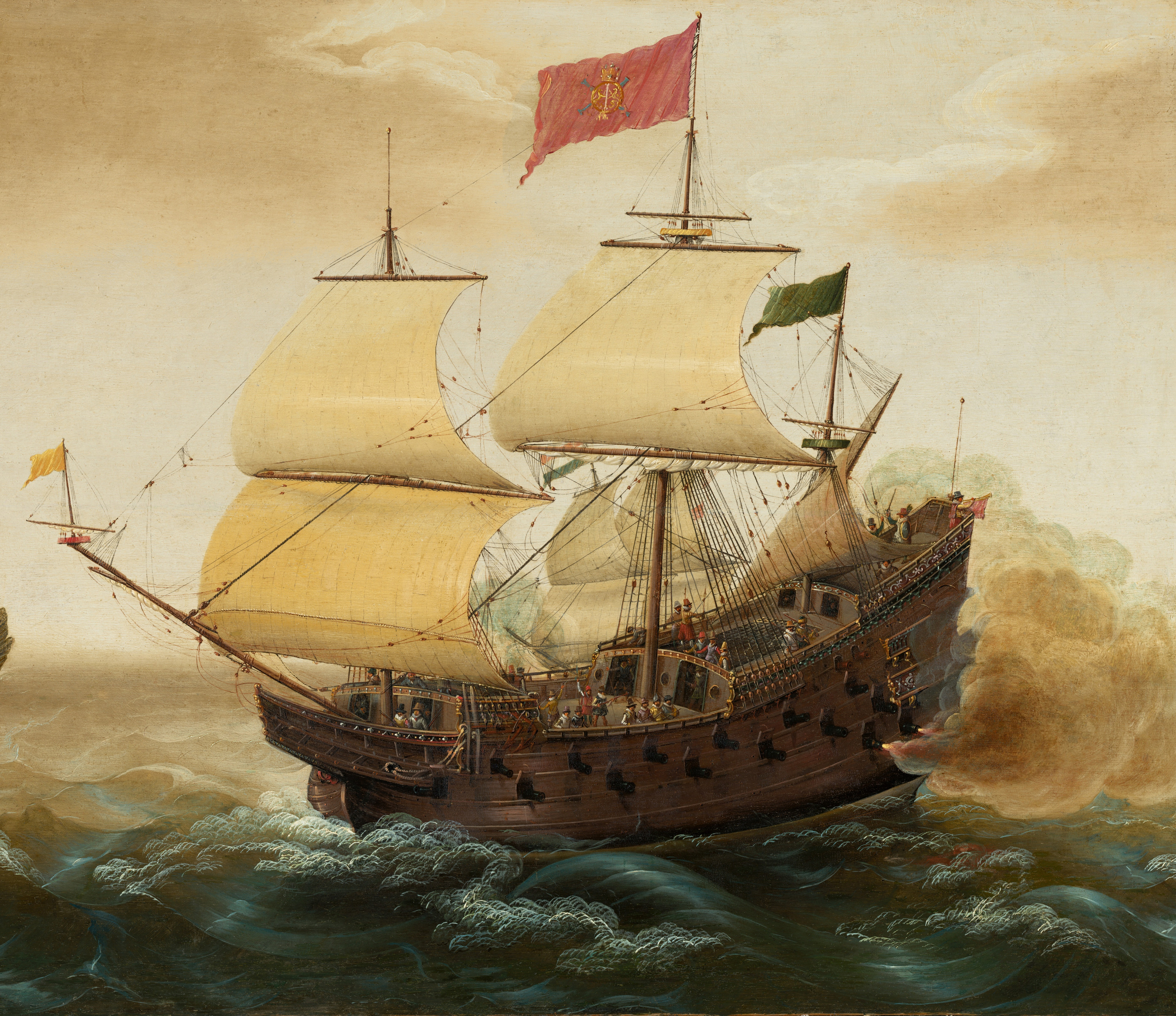
Spansk galeon från 1500-talet under eldgivning.

Silverflottan (La Flota de Indias) var den aktiva delen av Carrera de las Indias, det spanska handelsmonopolet i Spanska Amerika och Spanska Ostindien, vilket omfattade all handel och sjöfart mellan Spanien och dess kolonier. Silverflottan organiserades första gången 1561 och avskaffades slutligen 1778.

## Organisation
Eftersom det fanns två vicekungadömen i Spanska Amerika organiserades årligen två flottor, en för Nya Spanien och en för Peru. Enligt det reglemente som gällde från 1561 avgick flottorna från den andalusiska kusten, närmare bestämt från städerna Sevilla, Cadiz och San Lucar, samlades vid mynningen av Guadalquivir och avseglade under skydd av en eskortflotta. Den flotta som hade Nya Spanien som mål avseglade till Veracruz i april och kallades för la Flota de la Nueva España. Den andra flottan, som kallades för la Flota de los Galeones eller la Flota de Tierra Firme, avseglade i augusti med Portobelo i Panama som mål, där lasten senare fördes över Panamanäset för vidare sjötransport till Peru. I vardera flottan fanns en generalkapten, som chef, en amiral, som ställföreträdare, och en infanteribefälhavare, som chef för marininfanteriet ombord på örlogsfartygen. Handelsfartygen måste vara beväpnade för att kunna försvara sig vid möte med fientliga sjöstridskrafter. Kostnaderna för den militära eskorten bars genom avgifter på lasten.

## Transportleder
Silverflottan till Nya Spanien anlöpte Veracruz. Där urlastade den sina spanska varor och lastade i stället silver och silvermynt från de mexikanska gruvorna samt kryddor och andra exotiska varor från Manillagaleonen som hade transporterats landvägen från Acapulco via Mexico City. Silver och silvermynt transporterades även landvägen till Acapulco för att föras med Manillagaleonen tillbaka till Filippinerna som betalningsmedel för handeln på Kina. Från Peru transporterades silvret sjövägen till staden Panamá varifrån det landvägen fördes över Panamanäset på en trång och dålig landsväg, som löpte parallellt med den moderna Panamakanalen, till Portobelo.

## Eskortflottorna
Den sjömilitära eskorten av silverflottorna uppdrogs sedan 1576 till en permanent flottstyrka, Armada de la Guardia de la Carrera de Indias (den västindiska eskortflottan) vilken eskorterade la Flota de Tierra Firme till Panamanäset. Vid återfärden till Spanien eskorterades de förenade silverflottorna från Havanna till Cadiz. Denna flotta bestod av åtta galeoner med tungt artilleri och tre mindre fartyg med en sammanlagd besättning om 1 100 sjömän och 1 000 marininfanterister. Som svar på engelska angrepp skapades 1580 en särskild flottskyrka för Stilla Havet, Armada del Mar del Sur (den spanska söderhavsflottan), vilken senare även fick ett detachement i Manilla. Söderhavsflottan bestod under 1500-talet av två galeoner och fyra mindre fartyg. Den patrullerade hela Stillahavskusen från Eldslandet till Centralamerika och ansvarade för transporten av det peruanska guldet och silvret till Panamanäset. Dess hemmabas var Callao. 1595 tillkom även en flottstyrka som var permanent stationerad i Karibien och Mexikanska golfen, Armada de las Islas de Barlovento y Seno Mexicano (Barloventoflottan), vars uppdrag var att bekämpa kaperier i området.